# Хав'єр Нор'єга
Хав'єр Нор'єга (23 липня 1980) — іспанський спортсмен.
Учасник Олімпійських Ігор 2004, 2008 років.